# Заморожування
Заморожування — штучне охолодження до температури нижче точки замерзання води (0 ° C). Здійснюється за допомогою спеціальних холодильних машин (холодильник тощо.), льоду (на льодовику тощо.). Для миттєвої заморозки великих об'єктів застосовується рідкий азот.